# Яро Фюрт
Яро Фюрт (нім. Jaro Fürth; нар. 21 квітня 1871, Прага — пом. 12 листопада 1945, Відень) — австрійський актор театру та кіно.

## Ранні роки
Фюрт народився в єврейському сім'ї у Празі. Спочатку він вивчав право, але згодом вирішив розпочати свою акторську кар'єру. Займався під опікою Олександра Ромплера, перш ніж отримав перші театральні ролі у п'єсах Генріка Ібсена в Скандинавії. У 1905 році він вирушив до Відня, де він отримав ангажемент в «Deutschen Volkstheater».

## Кінокар'єра
Наприкінці 1910-х він відправляється в Берлін і починає зніматися в німих фільмах. Під керівництвом Мурнау, він з'явився в таких фільмах, як: «Голова Януса» (1920) і «Сатана» (1920), після чого слідують ролі в таких кінострічках, як «Кров предків» (Das Blut дер Ahnen) (1920) і «Лжедмитрій» (Der Falsche Dimitry) (1922). Врешиною його кар'єри, називають роль радника Рамфорта в драмі 1925 року Георга Вільгельма Пабста «Безрадісний провулок», з данською актрисою Астою Нільсен і шведською Гретою Гарбо.
Фюрт з легкістю переходить до епохи звукового кіно і стає помітним характерним актором протягом кінця 1920-х і 1930-х років, з'явившись в таких фільмах, як драма Георга Вільгельма Пабста «Щоденник загубленої дівчини» з американською актрисою Луїзою Брукс та у екранізації оперети «Кажан» Йоганна Штрауса знятою 1931 року Карелом Ламачем з чеською актрисою Анні Ондра.

## Нацистські переслідування та смерть
Яро Фюрт покинув Німеччину після захоплення влади націонал-соціалістами в 1933 році і переїхав до Відня. Після аншлюсу в 1938 році, у якому Німеччина окупувала і анексувала Австрію, Фюрт спочатку був змушений попрощатися з акторською кар'єрою, а потім був депортований нацистами в концентраційний табір Терезіенштадт в 1942 році. Він дожив до кінця війни, але помер всього через кілька місяців у Відні у 74-річному віці.

## Вибрана фільмографія
- Голова Януса (1920)
- Satanas (1920)
- I.N.R.I. (1923)
- Його невідома дружина (1923)
- Безрадісний провулок (1925)
- Червона миша (1926)
- Брати Шелленберг (1926)
- Діти не мають значення (1926)
- Трансформація доктора Бесселя (1927)
- Паніка (1928)
- Щоденник загубленої Дівчини (1929)
- Трагедія молоді (1929)
- Сомнамбул (1929)
- Наполеон на Святій Єлені (1929)
- Собака Баскервілів (1929)
- Кажан (1931)
- Маленька мама (1935)